# Anthony Harding
Prof. dr. Anthony Harding (Bromley, Kent, 1946) is een Brits archeoloog, emeritus-hoogleraar aan de Universiteit van Exeter en een autoriteit op het gebied van de Europese Bronstijd.
Van 1965 tot 1969 studeerde Harding klassieke geschiedenis, literatuur en talen en prehistorische archeologie aan de Universiteit van Cambridge. In 1970 studeerde hij bij prof. dr. Jan Bouzek aan de Karelsuniversiteit Praag. Hij promoveerde in 1973 aan de Universiteit van Cambridge met het proefschrift The extent and effects of contact between Mycenaean Greece and the rest of Europe. 
Tussen 1973 en 2004 was hij lecturer  aan de Universiteit van Durham. Hierna was hij van 2004 tot 2015 anniversary professor aan de Universiteit van Exeter.
Zijn interessegebieden zijn onder andere de bronstijd, in het bijzonder van Centraal- en Zuidoost-Europa en de handelsbetrekkingen van de Egeïsche Zeeregio met Europa en het Middellandse Zeegebied, en de archeologie van het zout.
Naast meerdere opgravingen in Groot-Brittannië was Harding onder andere werkzaam bij de opgravingen van de versterkte nederzetting uit de ijzertijd bij Sobiejuchy in Polen, de bronstijdcultplaats te Velim in Tsjechië en de zoutproductieplaats uit de bronstijd van Băile Figa in Roemenië.

## Lidmaatschappen
- Fellow van de British Academy
- Fellow van de Society of Antiquaries of London
- President van de European Association of Archaeologists (2003-2009)
- Corresponderend lid van het Deutsches Archäologisches Institut
- Socio van het Istituto Italiano di Preistoria e Protostoria
- Chairman of Trustees van het tijdschrift Antiquity.

## Publicaties
- Harding, A.: European Societies in the Bronze Age. Cambridge University Press, 2000
- Harding, A.: World systems, Cores and Peripheries in Prehistoric Europe. European Journal of Archaeology 16, 378-400, 2013
- Harding, A.: Salt in European Prehistory. Sidestone Press, Leiden, 2013
- Fokkens, H., Harding, A. (eds): Oxford Handbook of the European Bronze Age. Oxford University Press, 2013
- Harding, A., Kavruk, V.: Explorations in Salt Archaeology in the Carpathian Zone. Archaeolingua, Budapest, 2013
- Harding, A.: Evidence for prehistoric salt extraction rediscovered in the Hungarian Central Mining Museum, Antiquaries Journal 91, 27-49, 2011
- Harding, A., Rączkowski, W.: Living on the lake in the Iron Age: new results from aerial photography, geophysical survey and dendrochronology on sites of Biskupin type, Antiquity 84, 386-404, 2010
- Harding, A.: Warriors and Weapons in Bronze Age Europe. Archaeolingua, Budapest, 2007
- Harding, A., Šumberová, R., Knüsel, C., Outram, A.: Velim: Violence and Death in Bronze Age Bohemia. The results of fieldwork 1992-95, with a consideration of peri-mortem trauma and deposition in the Bronze Age. Prague Institute of Archaeology, 2007
- Harding, A. Ostoja-Zagórski, J., Palmer, C., Rackham, J.: Sobiejuchy, a fortified site of the Early Iron Age in Poland. Warsaw Institute of Archaeology and Ethnology, 2004
- Harding, A., Szenkmiklosi, A., Heeb, B., Heeb, J., Krause, R., Becker, H.,: Cornesti-Iarcuri – a Bronze Age town in the Romanian Banat? Antiquity, vol. 85, 2011, 819-838
- Harding, A.: The problem of illicit antiquities: an ethical dilemma for scholars, in: History for the Taking. Perspectives on Material Heritage 77-10, British Academy Policy Centre, London, 2011
- Harding, A.: Explorations in Salt Archaeology in the Carpathian Zone, Budapest, 2013

- Bibsys: 90147044
- Bibliothèque nationale de France: cb12054944j (data)
- CiNii: DA02811274
- Gemeinsame Normdatei: 1151903663
- International Standard Name Identifier: 0000 0001 0860 9185
- Library of Congress Control Number: n79038797
- Nationale Bibliotheek van Letland: 000299415
- Nationale Bibliotheek van Tsjechië: mzk2007423853
- Nationale Bibliotheek van Israël: 987007427351405171
- Nederlandse Thesaurus van Auteursnamen: 070928576
- Réseau des bibliothèques de Suisse occidentale: 02-A003347597
- Système universitaire de documentation: 028785509
- Trove: 1277367
- Virtual International Authority File: 30516
- WorldCat: E39PBJpPygvmdxw4CpYHyvkRrq